# Hibana flavescens
Hibana flavescens är en spindelart som först beskrevs av Schmidt 1971.  Hibana flavescens ingår i släktet Hibana och familjen spökspindlar.
Artens utbredningsområde är Colombia. Inga underarter finns listade i Catalogue of Life.